# Ignacio Arnold
Ignacio Arnold Urzúa (Santiago, 1978) es un sociólogo, guionista y productor audiovisual chileno. Ha participado en la creación y producción de diversos proyectos culturales, como el concurso literario Santiago en 100 palabras y las series de televisión El reemplazante y Juana Brava, entre otras.
Desde marzo de 2015 a marzo de 2016 ejerció el cargo de Director ejecutivo del Área de Ficción de Canal 13.

## Estudios
Arnold estudió Sociología en la Universidad Católica de Chile, donde posteriormente realizó un magíster en la misma disciplina. También posee un máster en Dirección de Empresa Audiovisual de la Universidad Carlos III de Madrid, España.

## Carrera profesional
Tras realizar su práctica profesional en Canal 13 en el año 2000, entre 2005 y 2008 fue productor general del área de Ficción de dicha estación, cargo desde el que participó en las series Huaiquimán y Tolosa, Transantiaguinos y La ofis.
En 2011 fue, junto a Javier Bertossi y Nimrod Amitai, uno de los creadores de la serie El reemplazante, emitida por TVN al año siguiente. Este trabajo le valió el premio Altazor 2013, en la categoría Guion de Televisión. En 2014, nuevamente junto a Nimrod Amitai, creó la serie Juana Brava, que será emitida por TVN durante el segundo semestre de 2015 y que, en su etapa de desarrollo, bajo el nombre de Alcaldesa, obtuvo el Fondo de Fomento a la Calidad del Consejo Nacional de Televisión (CNTV). En marzo de 2015 volvió a Canal 13 para hacerse cargo de la dirección del área de Ficción. La teleserie Veinteañero a los 40 será la primera bajo su gestión.
En paralelo a su labor televisiva, en el año 2000 fundó, junto a Carmen García y Sylvia Dummer, el colectivo Plagio, que nació como una revista de arte para luego transformarse en una productora cultural. Allí desarrolló proyectos como el concurso literario Santiago en 100 palabras o el certamen de videos breves Nanometrajes.
En el año 2008 fue distinguido por la revista El Sábado del diario El Mercurio como uno de los 100 líderes jóvenes del año. Además, ha dictado clases de guion y televisión en las universidades Católica de Chile, Diego Portales y De los Andes.
En 2014 protagonizó «El último deseo familiar», quinto capítulo de la serie documental La sangre tira, de TVN. En él, viajó a Oklahoma, Estados Unidos, lugar de nacimiento de su bisabuelo paterno, descubriendo durante la grabación del programa que posee ascendencia cherokee.

## Filmografía

### Series de televisión
- Huaiquimán y Tolosa (Canal 13, 2006) - Productor general.
- La ofis (Canal 13, 2008) - Productor general.
- El reemplazante (TVN, 2012) - Idea original, guionista.
- Juana Brava (TVN, 2015) - Idea original, jefe de guiones.

### Cortometrajes
- Vestido (2008) - Guionista, productor ejecutivo.
- Territorio (2011) - Codirector, guionista, productor ejecutivo.